# Мугирино
Муги́рино — невелике озеро термокарстового походження в центральній частині Вітебської області Білорусі, на межі Ушацького та Лепельського районів. Знаходиться в басейні річки Діва, за 27 км на схід від селища Ушачі. Належить до групи Ушацьких озер.
Озеро неправильної двоплесної форми. Західне плесо менше, витягнуте із північного заходу на південний схід. Східне плесо більше, опуклої овальної форми, витягнуте із півночі та південь. Схили улоговини на заході та півночі висотою 15-20 м, вкриті чагарниками. На півдні висота схилів сягає 10 м. На сході схили невиразні та заболочені.
Берегова лінія звивиста, утворює затоки. Дно озера піщане до 1 м, на глибинах вкрите сапропелем. Вода у водоймі відрізняється високою прозорістю, озеро заростає слабко. Стікає через струмок до сусіднього озера Полозер'є.